# Lucio Wagner
Lucio Wagner Freitas de Souza (Bulgaars: Лу̀сиу Вагнер Фрейташ джи Соуза) (Rio de Janeiro, 15 juni 1976) is een Braziliaans-Bulgaars voormalig voetballer die doorgaans als verdediger speelde. Met Levski Sofia werd hij Bulgaars landskampioen in 2006 en won hij de beker in 2005 en 2007.
Wagner maakte in 2006 (in de Kirin Cup in Japan) zijn debuut voor de nationale ploeg van Bulgarije. Hij speelde van 2006 tot en met 2008 vijftien interlands.

## Carrière
- 1986-1994: Clube Náutico Capibaribe (jeugd)
- 1995-1996: Corinthians Alagoano
- 1996-1997: Benfica
- 1997-1998: Sevilla FC
- 2000-2002: Clube Atlético Juventus
- 2002-2003: Cherno More Varna
- 2003-2009: Levski Sofia